# Fondacija Alan Votson
Fondacija Alan Votson (engl. Alan Watson Foundation) je neprofitna organizacija koju je osnovao Pravni fakultet Univerziteta u Beogradu 2005. godine u čast profesora Alana Votsona, jednog od najistaknutijih savremenih civilista, romanista, komparativista i pravnih istoričara, koji je bio predavač u SAD na Univerzitetu države Džordžija do svoje smrti 2018. godine.
Fundamentalna misija Fondacije se sastoji u podsticanju i promovisanju multidisciplinarnog razumevanja prava, kao i istraživačkog rada usmerenog na korelaciju između prava i društva. Okupljajući međunarodnu stručnu javnost koja se bavi proučavanjem prava u njegovom socijalnom kontekstu, Fondacija je angažovana na promovisanju uporednog prava i pravne istorije, između ostalog putem razvoja međunarodne saradnje u tim oblastima, olakšavanjem pristupa informacijama, kao i objavljivanjem elektronskih publikacija. Fondacija Alan Votson nastoji da okupi što veći broj istaknutih komparativista i pravnih istoričara kako bi prerasla u vodeće međunarodno udruženje za uporednopravne studije, istoriju države i prava, kao i za izučavanje difuzije prava u različitim socijalnim prostorima. Ova organizacija takođe jedom godišnje raspisuje konkurs za nagradni temat i dodeljuje studentima novčane nagrade.
Fondacija Alan Votson obrazovala je Međunarodni savet sačinjen od vodećih pravnih stručnjaka iz Evrope i SAD, i time postala međunarodna grupa naučnika koja promoviše međudisciplinarno razumevanje prava, sa sedištem na Pravnom fakultetu Univerziteta u Beogradu i pod predsedništvom beogradskog profesora Sime Avramovića. Svrha Saveta sastoji se u nadgledanju tekućih aktivnosti, kao i davanju predloga i ideja kako bi se poboljšali postojeći i razvili novi projekti za savremeni pristup naučnom istraživanju uporednog prava, pravne istorije, kao i odnosa između prava i društva. Ovaj panel čine sledeća imena: prof. dr Džon V. Keirns (šef katedre za pravnu istoriju na Univerzitetu u Edinburgu i predsednik saveta organizacije Stair Society, međunarodnog udruženja za škotsku pravnu istoriju), prof. dr Olivija Robinson (profesor pravne istorije na Univerzitetu u Glazgovu), prof. dr Pol di Plesi (profesor rimskog prava na Univerzitetu u Edinburgu i urednik edicije za rimsko pravo u Oxford University Press), prof. dr Jan M. Smits (šef katedre za evropsko privatno pravo i uporedno pravo na Univerzitetu u Tilburgu, počasni sudija Apelacionog suda u Amsterdamu, kao i predsednik Instituta za uporedno i transnacionalno pravo u Tilburgu), prof. dr Gerhard Tir (profesor rimskog prava u Gracu, predsednik Komisije za antičku pravnu istoriju Austrijske akademije nauka, predsednik Instituta za rimsko pravo, antičku pravnu istoriju i savremenu pravnu istoriju privatnog prava u Gracu) i prof. dr Dejvid Vestbruk (profesor korporativnog i međunarodnog prava na Univerzitetu države Njujork).
24. aprila 2008. godine je prof. dr Prakaš Šah sa Queen Mary, University of London imenovan za novog člana Međunarodnog saveta Fondacije. Profesor Šah je stručnjak iz oblasti imigracionog prava, prava etničkih manjina i dijaspora, i uporednog prava sa posebnim osvrtom na južne azijatske narode, kao i glavni urednik Žurnala za imigraciono pravo, pravo azila i pravo na nacionalnu pripadnost, i član uredništva Žurnala diskriminacije i prava. Kao član Međunarodnog saveta, prof. Šah će uređivati nove sekcije Fondacije iz oblasti koje on proučava.

## Spoljašnje veze
- Fondacija Alan Votson
- Prof. Alan Votson, Pravni fakultet Univerziteta države Džordžija
- Prof. dr Sima Avramovic, predsednik Fondacije Архивирано на веб-сајту  (17. април 2010)
- MojePravo.net - o Fondaciji